# جایزه ولف در هنر
جایزه ولف در هنر (به انگلیسی: Wolf Prize in Arts) یکی از جوایز شش‌گانه‌ای است که سالانه به هنرمندی که دارای بیشترین موفقیت و پیشرفت در عملکردش بوده‌است، اعطا می‌شود. این جایزه از طرف بنیاد ولف که در اسرائیل قرار دارد، به نقاشان، مجسمه‌سازان، معماران و موسیقی‌دانانی که از طرف بنیاد، به عنوان نفرات برتر تشخیص داده می‌شوند، تعلق می‌گیرد.